# みけねこ (VTuber)
みけねこ（1月18日 - ）は、日本のストリーマー、バーチャルYouTuber。VAZ所属。かつてはホロライブプロダクションに潤羽るしあ名義で所属し、契約解除後はバーチャル声優事務所ぼいそーれにて、恋糸 りあ（こいと りあ）名義で声優としても活動していた。

## 経歴

### 恋のから騒ぎ～ニコ生主時代
メイド喫茶店員として勤務していた2009年に恋のから騒ぎ16期生として出演、2011年頃にニコニコ生放送で「みけ猫＠泥」として生放送主としての活動を始める。ニコ生主としてはニコナマケットなどのニコニコ主催のイベントに出演し、2019年まで続けていた。

### 潤羽るしあ時代
2019年にホロライブプロダクション所属のバーチャルYouTuber「潤羽るしあ」としてデビューしYouTube・bilibili・X(旧Twitter)を拠点として活動していた。スーパーチャットの通算総額は約3億7000万円で、2022年2月に解雇された時点では世界一位であった。2021年12月にA氏と結婚、2022年2月10日の潤羽の配信中にA氏からのDiscordが配信中に流れたことで騒動に発展し、同月24日に事務所から「契約違反行為と信用失墜行為がみられたため、マネジメントやサポートの継続が困難と判断した」として契約を解除される。

### みけねこ(VTuber)時代
2022年2月、潤羽の契約解除が通達されるより前にみけねこ名義でのYouTubeチャンネルを開設する。契約解除後にバーチャルYouTuberとして活動を再開（転生）。BitStarによると集計した2022年の「新規開設チャンネルランキング」では第2位にランクインするほどの人気を誇った。6月24日にはホロライブに了承を得た上でTwitter上で情報漏洩に関して「明白な誤りがある」といった内容の声明を発表する。当時は具体的な名前や会社名は伏せていた。7月にA氏との離婚が成立。その後も匿名掲示板でA氏に対する誹謗中傷の書き込みを行っていた。
2023年7月にはイラストレーター・やすゆきがデザイン監修し、星宮みづきがモデリングを手がけた新Live2Dモデルを公開され、バーチャル声優プロダクションぼいそーれに加入し、「恋糸りあ」名義で声優としての活動を開始。
2024年1月27日、女性セブンにてA氏が結婚していたこと、元妻が匿名掲示板で誹謗中傷の書き込みをしていたことや裁判が行われていることなどが報じられる。同日にA氏はコレコレの配信に出演し記事内容を全面的に認めるものの、元妻が誰であるかは裁判が続いているということもあり「A子さん」として明言を避けた。翌日、みけねこが自身のFanboxにて女性セブンにある元妻というのが自分であること、A氏に対して誹謗中傷、刑事告訴及び民事訴訟を起こされていることを認め、A氏を刑事告訴及び民事訴訟したことを発表。同年春にはポニーキャニオンよりアーティストデビューとCDリリースを予定していたが、その後中止となった。恋糸りあスタッフ公式は製作上の事情によりいずれも中止としているが、ポニーキャニオンは中止の理由について公式で声明を発表していない。6月30日に恋糸りあ名義で業務提携していたぼいそーれが閉鎖されフリーに戻るが9月11日に株式会社ジーターとアンバサダー契約を締結している。7月にホロライブの協議は円満に解決したことを報告した。
同年10月8日、A氏との和解が成立。
2025年1月18日、株式会社VAZと専属マネジメント契約したことを発表。同時に『みけねこ。』に名前を変更した。同年2月22日、イラストレーター・るかこが制作した、配信に使用する新しいLive2Dモデルを公開。同年3月25日、ドリーミュージックより配信シングル『猫になって』でメジャーデビューを果たす。

## 出演

### テレビ
- 恋のから騒ぎ - 2009年 16期生として出演[2]。

### テレビアニメ
- 名湯『異世界の湯』開拓記 〜アラフォー温泉マニアの転生先は、のんびり温泉天国でした〜（2024年、リリウム[15]）

## ディスコグラフィ

### 配信シングル
|     | 発売日        | タイトル   | 備考 |
| --- | ------------- | ---------- | --- |
| 1st | 2025年3月25日 | 猫になって | テレビ番組『キューン!』4月度エンディングテーマ テレビ番組『音道楽√』4月度エンディングテーマ テレビ番組『すもももももも!ピーチCAFÉ』4月度エンディングテーマ |